# کورینگ (مینه‌سوتا)
کورینگ (به انگلیسی: Corning) یک منطقهٔ مسکونی در ایالات متحده آمریکا است که در مینه‌سوتا واقع شده‌است. کورینگ ۳۹۰٫۱۵ متر بالاتر از سطح دریا واقع شده‌است.